# Villiers-le-Bel
Villiers-le-Bel je jedno z francouzských měst vytvářejících severní předměstí Paříže. Leží v regionu Île-de-France a přísluší do departementu Val-d'Oise. Centrum Villiers-le-Bel je od Paříže vzdáleno 17,4 km.

## Geografie
Sousední obce: Sarcelles, Arnouville, Gonesse, Bouqueval, Le Plessis-Gassot a Écouen.

## Historie

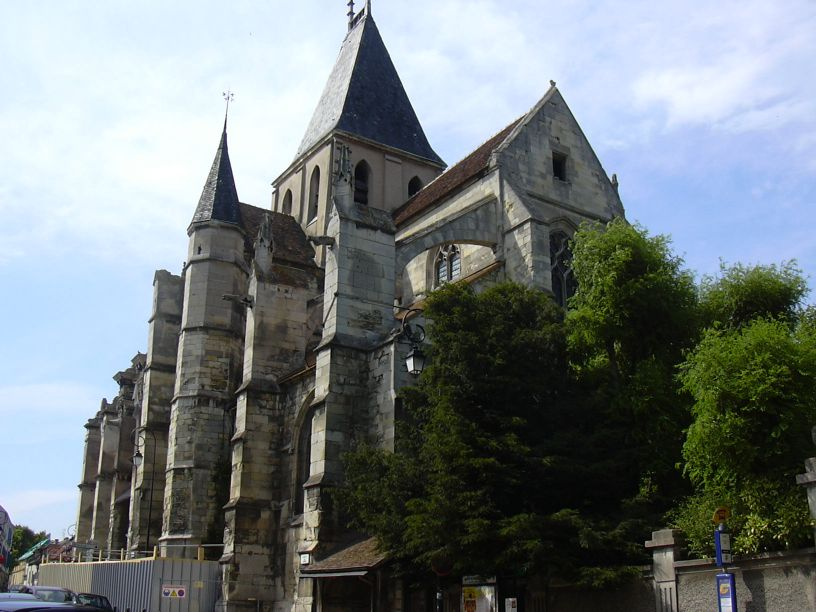
Kostel ve Villiers le Bel

Město získalo své pojmenování z latinského villare (venkovský statek). Dodatek Le Bel odkazuje na jméno majitele statku, nesouvisí tedy s pomyslnými estetickými přednostmi tohoto místa.
Založení původní vesnice sahá až do prvního století př. n. l., což dosvědčuje nález studny z galského období na území města. Po prvé se jméno Villiers objevuje v listině Ludvíka Pobožného z roku 832.
Majitelé panství, rodina Le Bel, služební čeleď francouzských králů jsou zmiňováni v různých písemnostech od roku 1092. Přívlastek de Villiers dostali na konci 12. století. Poslední z rodu, Antoine Le Bel biskup z Beauvais, přenechal své léno vrchnímu veliteli francouzských vojsk Anne de Montmorency (1492–1567). Městečko v té době žilo ze zemědělství, významným obchodním artiklem byly místní krajky a výnosné byly rovněž zdejší sádrovcové lomy dodávající surovinu k výrobě
sádry. V roce 1685 po vydání ediktu z Fontainebleau byl zbořen místní protestantský kostel a obyvatelé museli volit mezi přestoupením ke katolické církvi a opuštěním městečka.

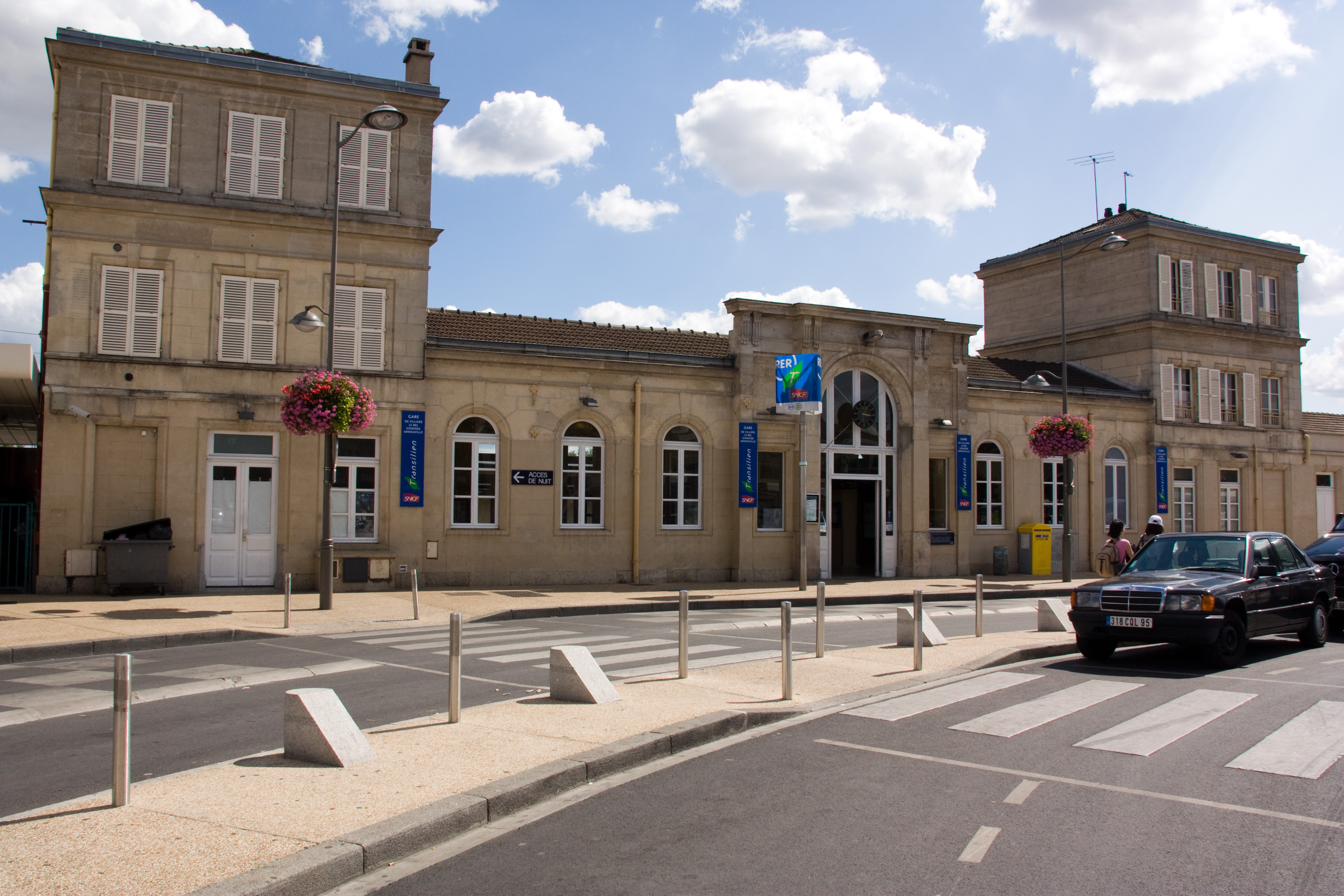
Nádraží Villiers le Bel

Železnice přinesla rychlejší spojení s metropolí, ale protože nádraží (dnes nádraží Villiers-le-Bel - Gonesse – Arnouville) bylo od města vzdáleno asi 3 km, byla jako spojení v roce 1878 vybudována trať parní tramvaje. Tramvaj byla v roce 1928 přestavěna na elektrickou a byla v provozu až do roku 1949. Pozemky mezi nádražím a centrem byly rychle rozparcelovány a do domků nové čtvrtě les Charmettes se nastěhovali dělníci a zaměstnanci. Již v roce 1931 se počet obyvatel Villiers le Bel zdvojnásobil.

## Současnost
Mezi lety 1955 a 1972 byla ve městě vybudována tři velká sídliště les Carreaux, le Puits-la-Marlière a Derrière-les-Murs. Během této doby přesáhl počet obyvatel 20 tisíc. Z dnešních 27.000 obyvatel tvoří děti a mladí lidé do 24 let celých 33%. 
Město se v listopadu 2007 dostalo do pozornosti veřejnosti, Tehdy se 25. listopadu 2007 srazili dva mladíci na ukradeném motocyklu s policejním autem a protože neměli helmy, srážku nepřežili. V reakci na jejich smrt a postup při vyšetřování nehody vyvolali mladí potomci přistěhovalců z arabských zemí a z Afriky pouliční výtržnosti a srážky s policií.

## Vývoj počtu obyvatel
Počet obyvatel

## Osobnosti
- Gustave Le Gray (1820–1884), průkopník fotografie
- Myriam Soumaréová (* 1986), atletka, mistryně Evropy v běhu na 200 metrů